# Rebordãos
Rebordãos é uma povoação portuguesa sede da Freguesia de Rebordãos do Município de Bragança, freguesia com 26,29 km² de área e 533 habitantes (censo de 2021), tendo, por isso, uma densidade populacional de 20,3 hab./km².

## História
Rebordãos foi vila e sede de concelho entre 1208 e o início do século XIX. Este era constituído pelas freguesias de Mós de Rebordãos, Rebordãos e Valverde. Tinha, em 1801, 637 habitantes.
Embora não existam informações abundantes acerca do primitivo povoamento de Rebordãos, deveria constituir-se em um núcleo de certa importância à época da Independência de Portugal. Quando D. Sancho I (1185-1211) promoveu a afirmação de sua autoridade no Nordeste transmontano, esta povoação recebeu Carta de Foral, passando a vila e sede de Concelho (1208). Datará desta época, princípios do século XIII, o início da sua fortificação.
Com o advento da Idade Moderna, a povoação e seu castelo perderam expressão, culminando com a mudança da vila para novo local, mais Sudoeste, no século XVI, onde se fizeram erguer a Casa da Câmara e o pelourinho.
No início do século XIX, Rebordãos deixou de ser sede de Concelho.

## Demografia
A população registada nos censos foi:
| Distribuição da População por Grupos Etários | Distribuição da População por Grupos Etários | Distribuição da População por Grupos Etários | Distribuição da População por Grupos Etários | Distribuição da População por Grupos Etários |
| -------------------------------------------- | -------------------------------------------- | -------------------------------------------- | -------------------------------------------- | -------------------------------------------- |
| Ano                                          | 0-14 Anos                                    | 15-24 Anos                                   | 25-64 Anos                                   | > 65 Anos                                    |
| 2001                                         | 77                                           | 60                                           | 267                                          | 139                                          |
| 2011                                         | 66                                           | 53                                           | 253                                          | 174                                          |
| 2021                                         | 59                                           | 47                                           | 232                                          | 195                                          |

## Património
- Castelo de Rebordãos ou Castelo do Tourão
- Pelourinho de Rebordãos
- Estação de Rebordãos

Rebordãos é ponto de passagem da Linha do Tua. Conserva ainda a sua estação, um pequeno apeadeiro que servia ao mesmo tempo como casa do guarda da Passagem-de-Nível (PN) com a EN15. Hoje em dia o edifício está recuperado, e serve de habitação.
Em Rebordãos encontram-se ainda duas pontes ferroviárias metálicas: a Ponte de Rebordãos, a caminho da Mosca, e a Ponte de Remisquedo, a caminho do apeadeiro e PN de Remisquedo. Esta última é uma das maiores e mais altas da Linha do Tua, com três tramos metálicos, e perfeitamente visível do IP4 e da EN15.

## Personalidades
- João Carlos de Sá Alves (1895-1987) advogado, notário e político.
- Manuel Quintas (? - presente) médico